# Omar Benzerga
Omar Benzerga est un footballeur algérien né le 16 mars 1990 à Châtellerault en France. Il évolue au poste de défenseur au SO Châtellerault.

## Biographie
En 2004, il fait partie de la sélection de la Ligue du Centre-Ouest des 14 ans.
Le 14 juin 2010, Benzerga signe un contrat de quatre ans en faveur du FC Nantes, rejoignant le club gratuitement, en provenance du LOSC Lille.
Le 31 juillet 2010, Benzerga fait ses débuts professionnels lors d'un match de Coupe de la Ligue contre Boulogne. Une semaine plus tard, le 9 août 2010, il fait ses débuts en championnat pour le premier match de la saison de Ligue 2 2010-2011, contre Le Mans, avant d'être sortie à la 67e minute de jeu. 
Le 16 juin 2012, il se voit licencié par le club nantais pour faute grave, et interdit de terrains pendant trois ans (dont un avec sursis), par la commission de discipline du district de Loire-Atlantique. Le joueur a en effet donné des coups de poing au visage d'un arbitre pendant un match. Au total, il n'aura joué que cinq matchs avec Nantes (trois en championnat, et deux en Coupe).
Il évolue ensuite en première division algérienne avec les clubs de la JS Saoura et de l'ASM Oran. Il dispute un total de 30 matchs en Division 1 algérienne, inscrivant un but.